# Casa de Josep Antoni de Castellví
La Casa de Josep Antoni de Castellví és una obra de Tarragona protegida com a Bé Cultural d'Interès Local.

## Descripció
Edifici d'habitatges cantoner amb dues façanes, una dona a la Plaça Santiago Rusiñol i l'altra al carrer Civaderia. Consta de planta baixa, entreplanta, dos pisos i golfes. Fou remodelada al 1847 pel mestre d'obres José Rossell Rossell, qui adaptà l'edifici a les noves normatives. Anys després s'addicionaren les golfes. Ocupa una parcel·la molt regular que permet col·locar fins a tres obertures a cadascun dels alçats. Amb l'ornamentació i en la volada que es dona als balcons i finestres es busca establir una ordenació jeràrquica. Està construït mitjançant carreus a la part baixa, cantonades i a les obertures. A la resta s'ha emprat totxo arrebossat.
La qualitat del conjunt s'aprecia pel sistema de proporcions dels buits i l'equilibri entre les franges verticals i les horitzontals dels balcons.
Destaca la seva importància paisatgística en el context de la plaça Santiago Rusiñol.
L'edifici a més conserva en el seu interior el mur de tancament del porticat de la plaça de representació del Fòrum Provincial i una singular galeria amb coberta allindada pertanyent al mateix edifici.

## Galeria

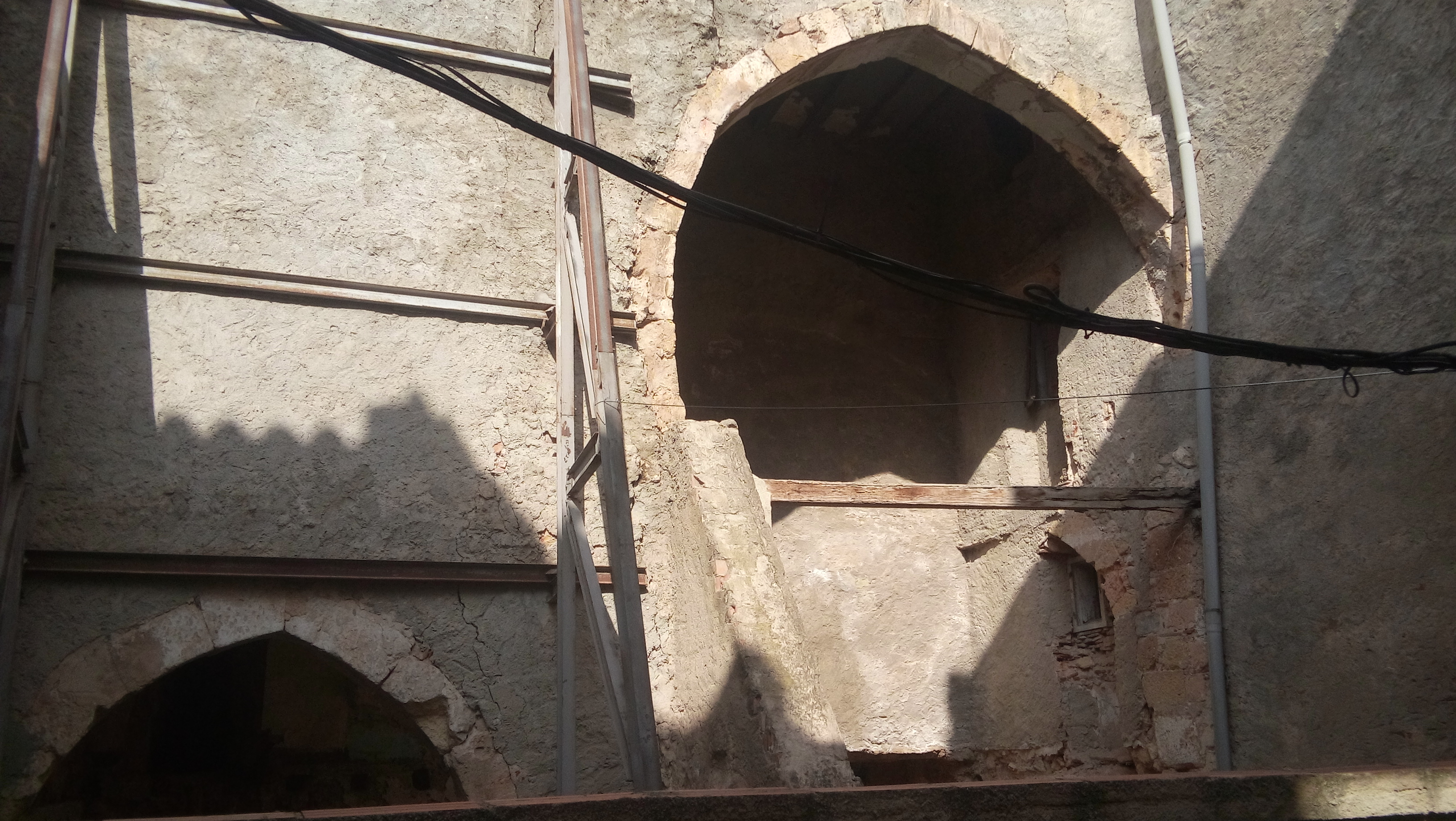
Detalla del porticat del Fòrum Provincial
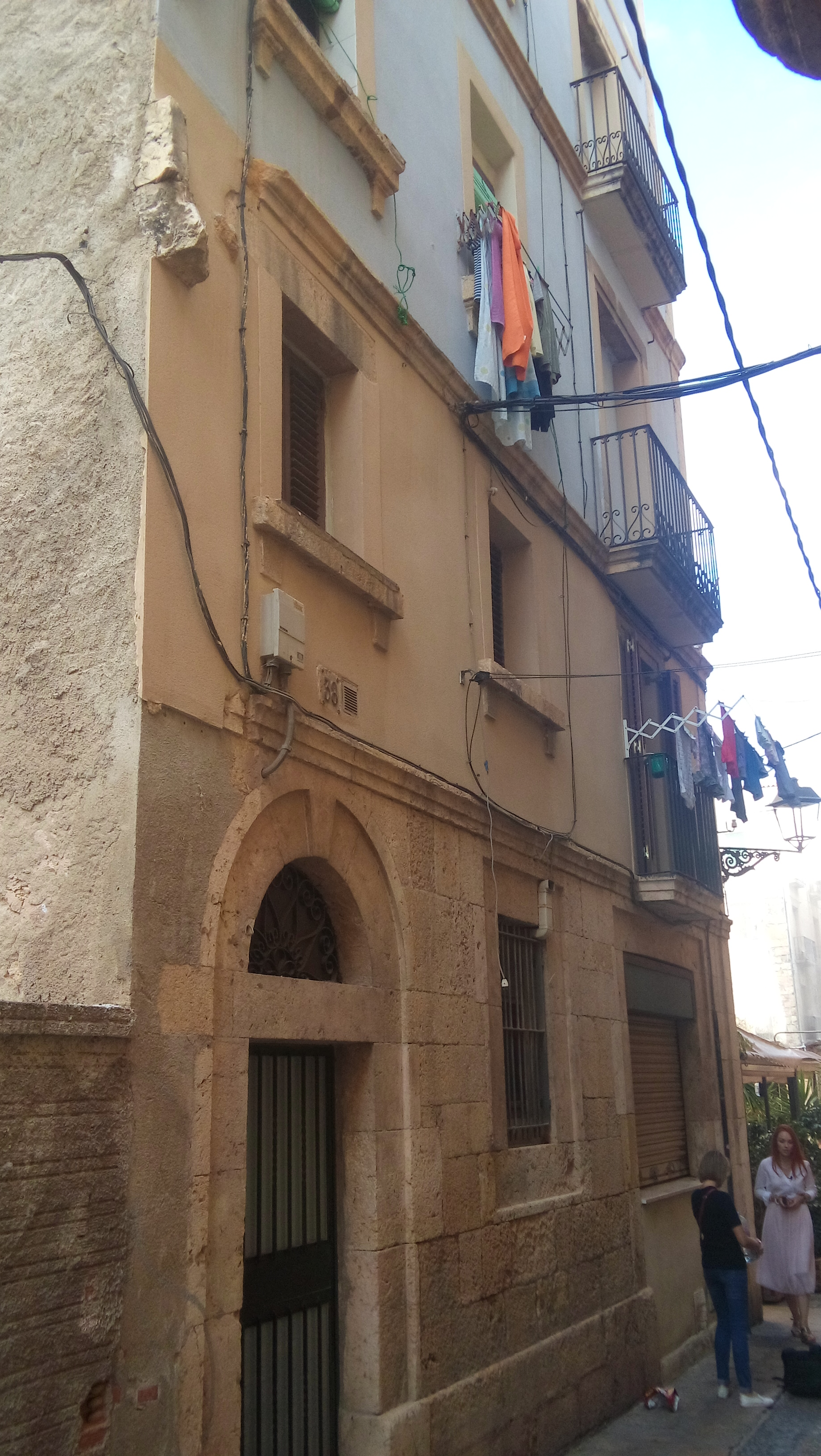
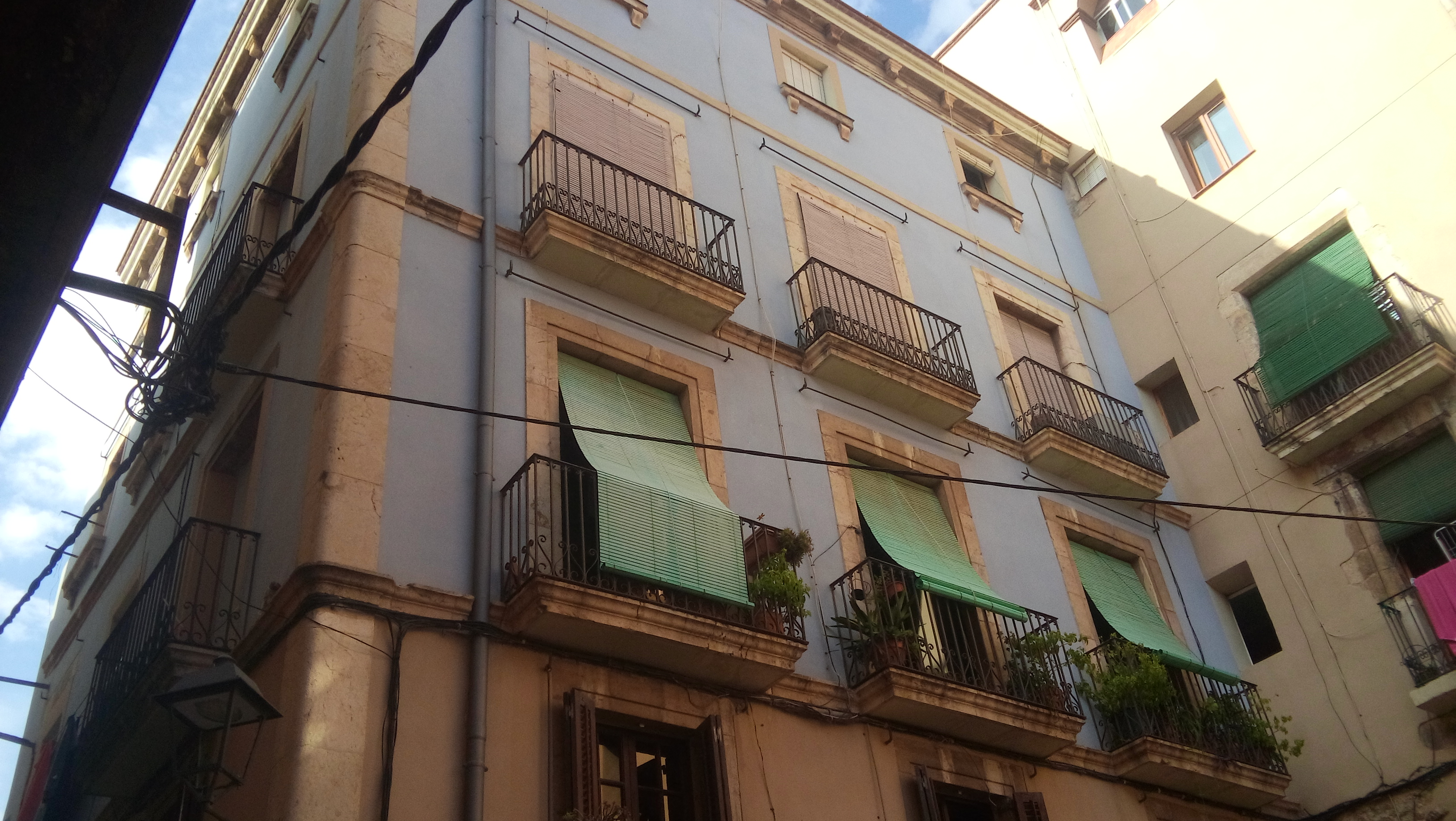
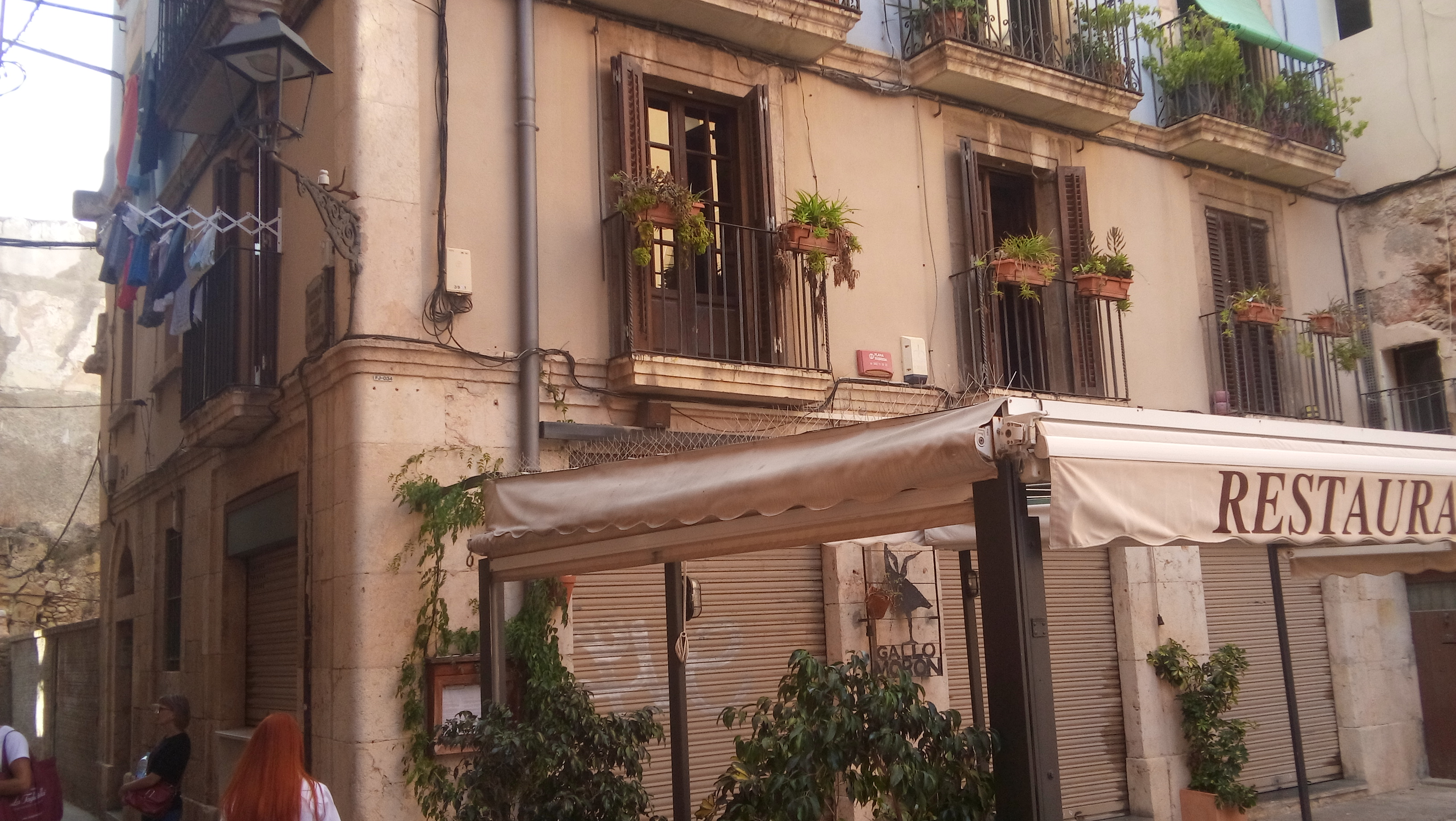
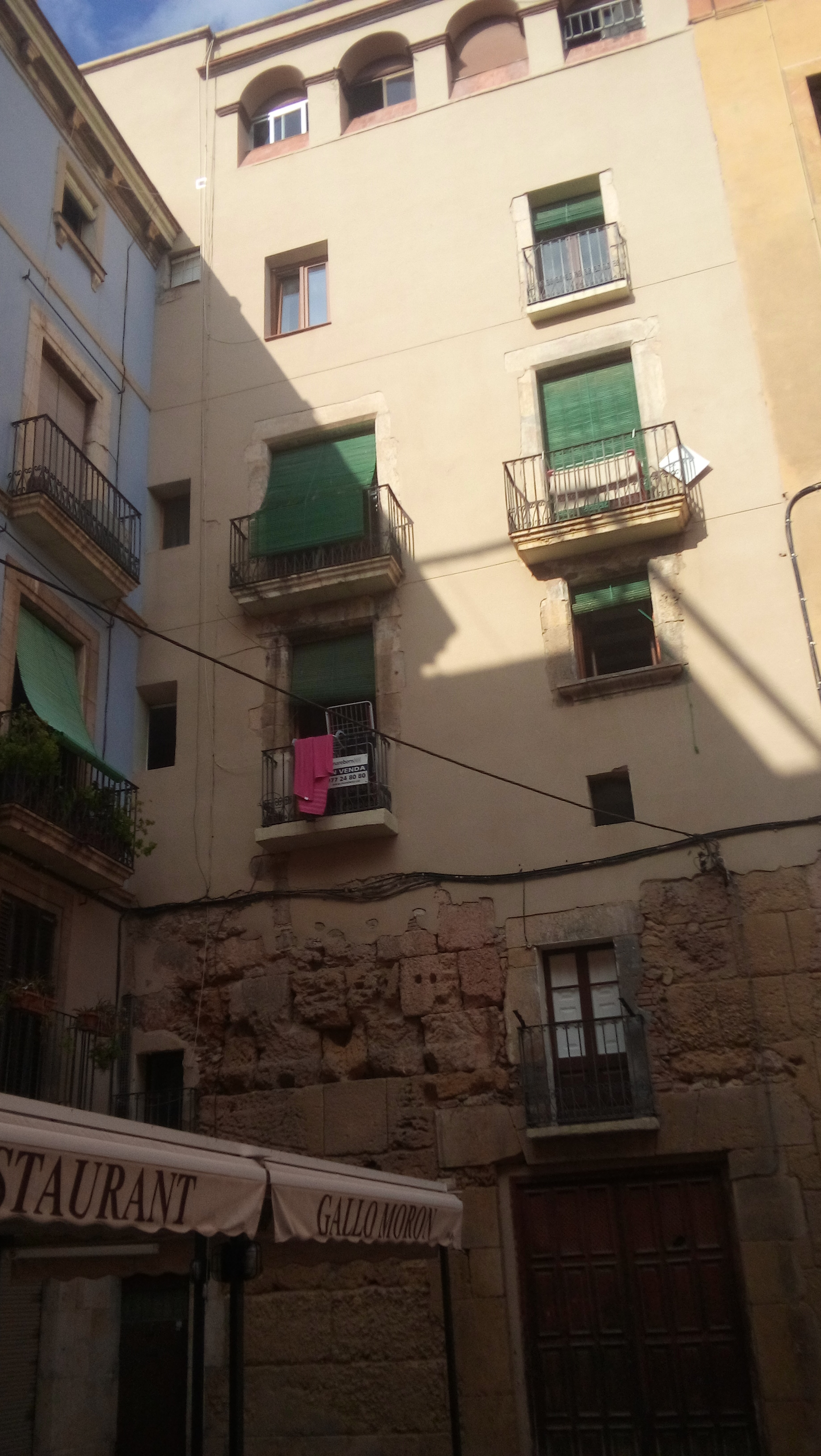